# Rue Paradis (Liège)
Pour les articles homonymes, voir Rue Paradis.
La rue Paradis est une rue du quartier des Guillemins reliant l'avenue Blonden à la place des Guillemins.

## Toponymie
Elle tient son nom d'une ancienne chapelle, dite du « Paradis », sise au coin du quai de Rome et de la rue de Fragnée. Cette chapelle a été démolie en 1881 après la construction de l'église Sainte-Marie des Anges de la place des Franchises en 1874. Elle avait été ainsi surnommée, non pas pour une raison religieuse, mais parce que le lieu, auparavant, était nommé le « Paradis Terrestre » en raison d'une maison close. De nos jours, l'appellation évoque le siège de l'administration des contributions.

## Historique
Avec la construction de la nouvelle gare TGV entre 2000 et 2009 et l'aménagement de la place devant celle-ci inaugurée en 2014, la rue a connu de profondes transformations dont de nombreuses expropriations. Tous les immeubles du côté est ont disparu.

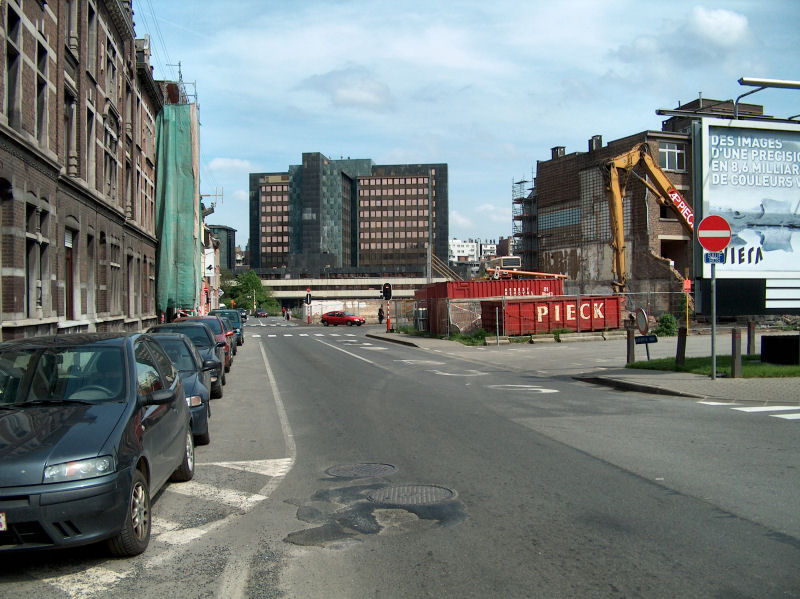
La rue Paradis en avril 2005. Tout un côté démoli. Au fond : l'ancien immeuble des Contributions.
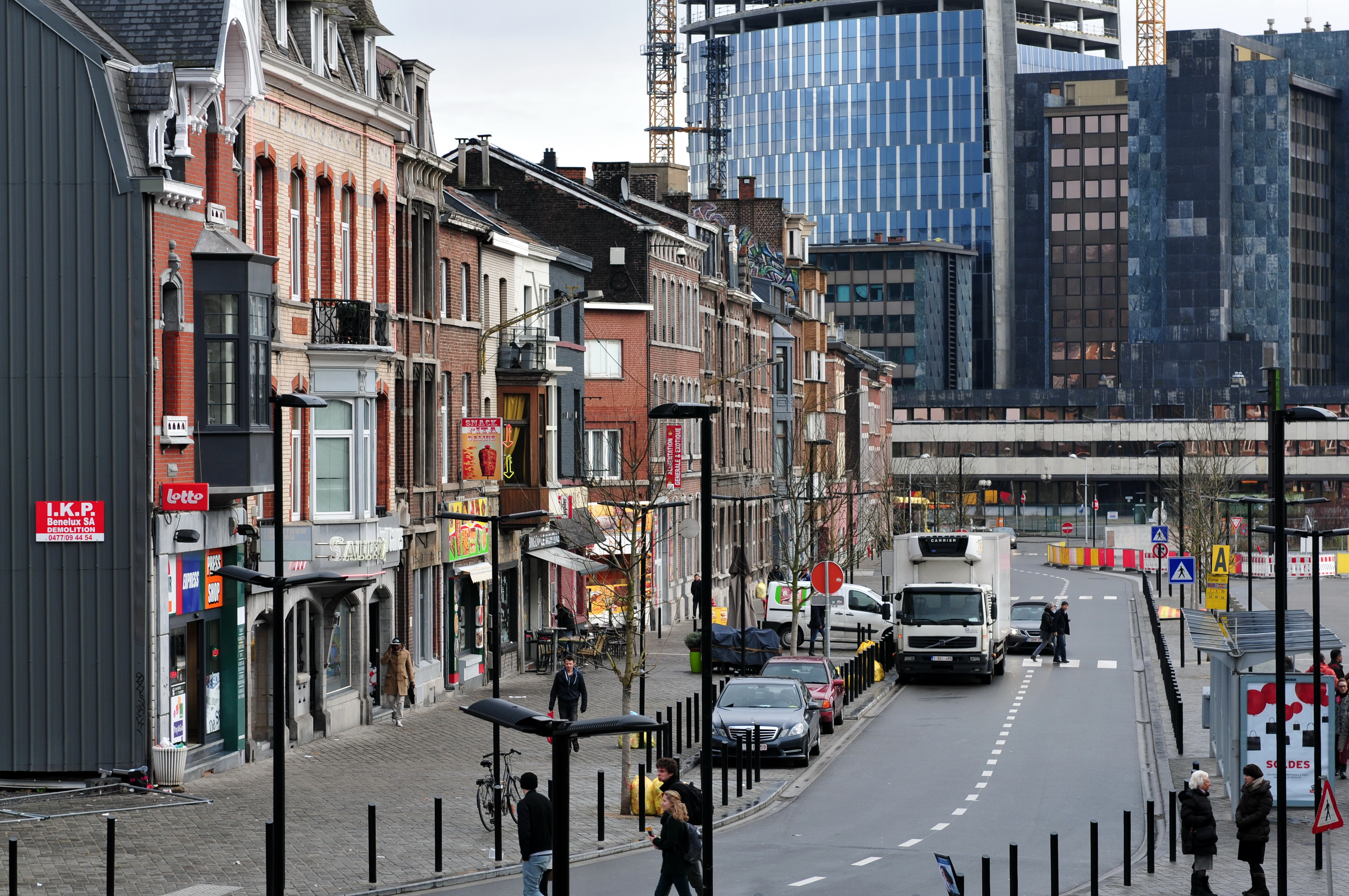
La rue en 2012 avec la tour Paradis en construction.
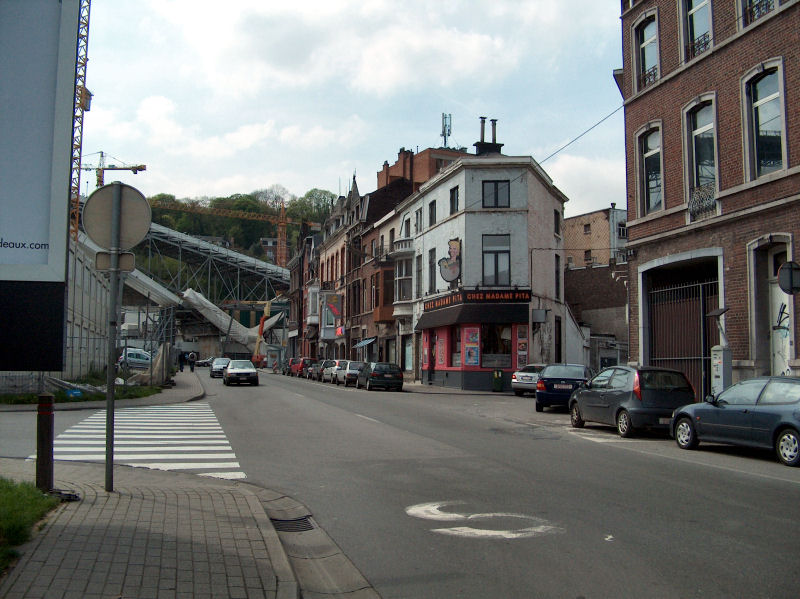
La rue Paradis dans l'autre sens. Dans le fond : les armatures de la future gare TGV.

## Activités
Le service fédéral des pensions se situe au no 50.
La Design Station Wallonia, centre wallon du design, se trouve au no 78.
La partie de la rue longeant l'esplanade des Guillemins compte plusieurs cafés et restaurants.

## Voies adjacentes
- Avenue Blonden
- Quai de Rome
- Rue de Serbie
- Rue de Sclessin
- Place des Guillemins
- Place Pierre Clerdent